# Sokoto (delstat)
Sokoto er en delstat i den nordvestlige del af Nigeria, med grænse til Niger mod nord. Kebbi brød ud i 1991 og Zamfara i 1996, og dannede deres egne delstater.

## Historie
Oprindeligt kom Sokoto af et stort fulanirige, i det daværende vestlige Sudan. Navnet kommer af floden Kebbi (også kaldt Sokoto). Sokoto blev grundlagt som Sokotokalifatet tidligt i 1800-tallet, af fulanihøvdingen Othman Dan Fodio efter Fulanikrigen 1804-1808. United african company fik rettighederne i 1885, og i 1903 overtog englænderne staten.

## Eksterne kilder og henvisninger
1. ↑  National Bureau of Statistics, Nigeria, provisorisk resultat fra folketællingen 21. marts 2006.

- Delstatens officielt websted Arkiveret 11. april 2008 hos  Wayback Machine
- Om Sokoto i Store Norske Leksikon

13°5′N 5°15′Ø / 13.083°N 5.250°Ø